# Anyang (Henan)
|  | Anyang er også navnet på en by i Sydkorea |
Anyang (安阳市, pinyin: Ānyáng shì; det historiske Yin, også kaldt Yinxu) er en kinesisk by på præfekturniveau i provinsen Henan i det centrale Kina og ligger nær Den gule flod (Huang He). Præfekturet har et areal på 7.352 km2
og en befolkning på 5.477.614 (2020).
Anyang ligger på jernbanelinjen mellem Beijing og Guangzhou i et bomuldsdyrkende område. Den er et landbrugs- og handelscenter med tekstilindustri, kulminer og jern- og stålværker. 

## Administration
Anyang administrerer fire distrikter, en by på amtsniveau og fire amter.
- Beiguan distrikt (北关区)
- Wenfeng distrikt (文峰区)
- Yindu distrikt (殷都区)
- Long'an distrikt (龙安区)
- Linzhou byfylke (林州市)
- Anyang byamt (安阳县)
- Tangyin byfylke (汤阴县)
- Hua amt (滑县)
- Neihuang amt (内黄县)

## Historie
Som Shang-hovedstad hed byen Yin men er også gået ind i historien under navnet Yinxu ("Yin-ruinen").
Yin var de sidte 250 år af Shang-dynastiet, Anyang-perioden, (ca. 1554 til ca. 1045 f.Kr.) Kinas hovedstad, og er et af den kinesiske civilisations tidligste centre. Der er også grunde til at tro, at det forudgående Xia-dynasti havde Yin som et centrum. 
Det skal have været Shang-kongen Pan Geng som gjorde stedet til sin residensby. Selv om Shang-herskerne flyttede deres  hovedstad fra tid til anden, forblev Yin centrum for deres åndelige univers. Tolv konger regerede fra Yin i løbet af en otte generationer lang periode. Byen blev ødelagt under det påfølgende Zhou-dynastis første konge, "krigskongen" Wu Wang på 1000-tallet f.Kr. 
Nutidens by blev grundlagt  i 1368 e.Kr., under Ming-dynastiet.

## Drageben
I 1899 dukket der hundredvis af orakelben op, dvs. beninskriptioner på skildpaddeskjold og oksebrystben. Det blev sagt at de var fundet af en læge på jagt efter "drageben" for at kurere en embedsmand i Anyang. Benene er også blevet kaldt drageben. 
Det var i det år, at en mandarin (embedsmand) fra Qing-dynastiet (1644-1911) lagde mærke til, at recepten hans læge havde givet ham nævnte en medicin kaldt "drageben". Efter nærmere undersøgelse fandt han ud af, at det drejede sig om et skildpaddeskjold med nogle mærkelige tegn indridset. Mandarinen sendte da sine mænd ud for at indsamle sådanne  "drageben" fra forretninger som solgte naturmedicin, for at få dem undersøgt af videnskabsmænd. Over 4.000 kinesiske tegn lod sig identificere på benene og skallerne. 

## Udgravninger
Udgravninger, påbegyndt i 1928 (midlertidig afsluttet i 1937) ca. tre km nord for dagens bykerne under ledelse af den ledende kinesiske arkæolog og kender af Shan-tiden Li Chi, afdækkede rige bronzealderfund fra Shang-dynastiets dage, som urner, orakelben med orakelskrift, sten og jade, vogne, bronzearbejder og bygningsfundamenter. Udgravningerne bekræftede, at Anyang var en af den gamle kinesiske kulturs vugger. 
Til nu er over 100.000 orakelskaller og -ben udgravet af arkæologer blandt ruinene efter Shang-dynastiets sidste hovedstad, Yin, tæt ved storbyen Anyang. Der er også blevet fundet et mindre antal "drageben" med orakelskrift i Shangcheng ved Zhengzhou, også i Henan. Dette var en tidligere hovedstad for Shang-herskerne.
Der blev fundet spor fra paleolittiske kulturer som går 25.000 år tilbage. I forskellige overlappende lag blev der også fundet elementer fra Yangshaokulturen (5000-2700 f.Kr.), Longshankulturen (5000-3000 f.Kr.) og muligvis  også Hsiao-thun. Der blev også fundet elementer fra tidlig Shang-periode. Her fandt man inskriptioner på skilpaddeskal, og et tempel "Sjælens vår". Templet betegnes som det første buddhistiske tempel i Henan. 
Udgravningerne ved Anyang fortsætter, og det er muligt at det drejer sig om verdens mest omfattende arkæologiske bronzealderfelter. Så sent som i 1998 blev der opdaget et nyt felt lige ved, Huayuanzhuang, nord for floden Huan. 

### Shang-museet i Xiaotun
I landsbyen Xiaotun nær ved ligger  Shang-ruinernes museum, (Yinxu). Her er en model af en hovedhal, en imitation af  et  kejserpalads, og en replika af gravkammeret til Fu Hao (død ca. 1250 f.Kr., hustru til kong Wu Ding af Shang), den første kvindelige general i kinesisk historie. I denne grav, den rigeste af dem alle,  blev der fundet over 400 kostbarheder af bronze, 2.000 orakelben og mere end 500 jadegenstande. Dette var den eneste grav som ikke var blevet plyndret af gravrøvere. Her er også udgravningsfelt nr. 127, hvor  17.096 orakelinskriptioner blev fundet.

## Trafik

### Jernbane
Jingguangbanen, som er toglinjen mellem Beijing i nord og Guangzhou i syd, har stoppested her. Denne stærkt trafikerede jernbanelinjen passerer blandt andet  også Baoding, Shijiazhuang, Handan, Zhengzhou, Wuhan, Changsha og Shaoguan. 

### Vej
Kinas rigsvej 107 fører gennem området. Den løber fra Beijing til Shenzhen (ved Hongkong, og passerer  provinshovedstederne Shijiazhuang, Zhengzhou, Wuhan, Changsha og Guangzhou.